# Escola de Delft

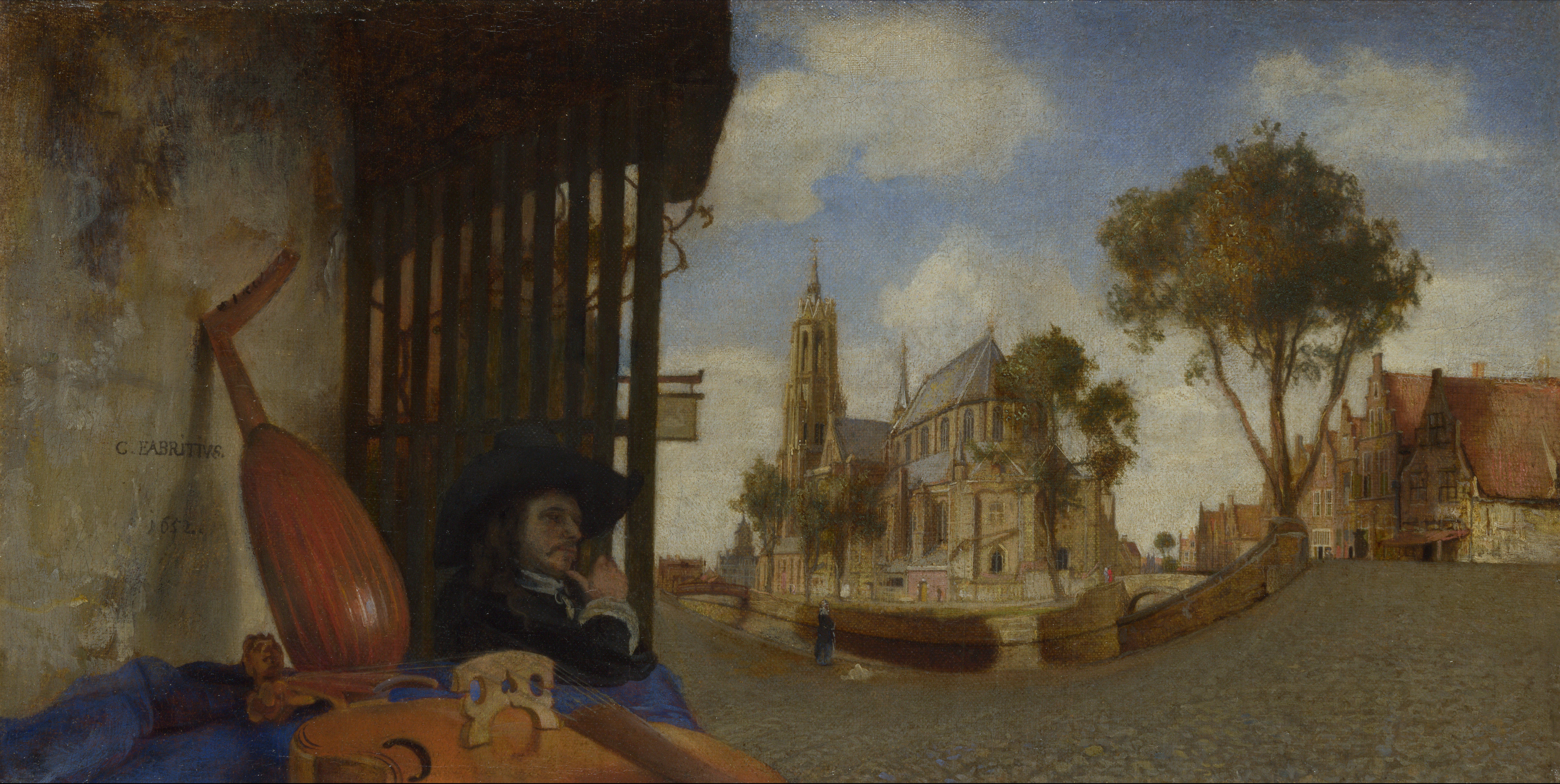
Una Vista de Delft (1652) per Carel Fabritius

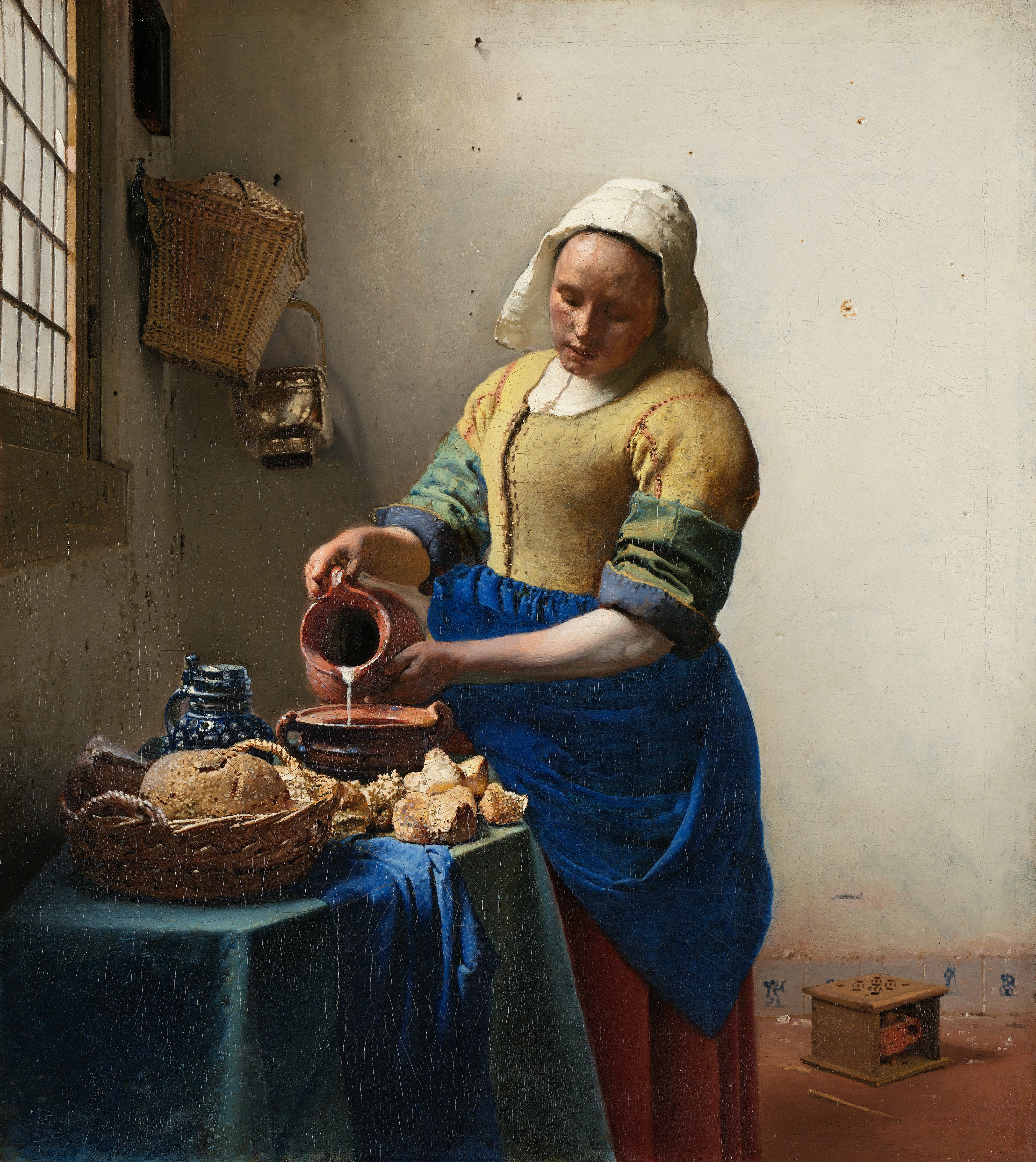
La lletera (c. 1657–58) per Johannes Vermeer

Escola de Delft és una categoria de la pintura barroca als Països Baixos realitzada al segle xvii per diferents artistes heterogenis que van treballar a la ciutat de Delft entre 1650 i 1670. És més coneguda per la pintura de gènere: imatges de vida domèstica, vistes de cases, interiors d'església, patis, places i els carrers d'aquella ciutat. Carel Fabritius, Nicolaes Maes són considerats com els originadors d'aquesta localitzada especialitat que va ser continuada per Pieter de Hooch i Johannes Vermeer.
Els interiors arquitectònics de Gerard Houckgeest, Emanuel de Witte i Hendrick Cornelisz Van Vliet són també contribucions notables. A més dels gèneres més associats amb els pintors de Delft, els artistes de la ciutat van continuar produint pintures de natura morta i d'història, retrats per patrons i el tribunal, i peces decoratives d'art que reflecteixen les tendències més generals en l'art holandès del període.